# Brachiaria epacridifolia
Brachiaria epacridifolia là một loài thực vật có hoa trong họ Hòa thảo. Loài này được (Stapf) A.Camus mô tả khoa học đầu tiên năm 1950.